# 최호장군 유지
최호장군 유지(崔湖將軍 遺址)는 대한민국 전북특별자치도 군산시 개정면 발산리에 있는, 조선 중기의 무신인 최호 장군의 위패를 모신 사당이다. 1976년 4월 2일 전라북도의 기념물 제32호로 지정되었다.

## 개요
조선 중기의 무신인 최호(?∼1597) 장군의 위패를 모신 사당이다.
장군은 선조 9년(1576) 무과에 장원급제하여 관직에 나아간 후 여러 관직을 거쳐 선조 27년(1594) 함경도 병마절도사가 되었으며, 선조 29년(1596)에는 충청도 수군절도사로 이몽학의 난을 평정하였다. 선조 30년(1597)에 정유재란이 일어나자 칠천량해전에서 원균 등과 함께 싸우다 전사하였다. 선조 37년(1604)에 이몽학의 난을 평정한 공으로 청난공신 2등에 봉해졌다.
이 사당은 최호의 후손 최호선이 영조 5년(1729)에 세운 것으로 1906년에 보수하여 오늘에 이르고 있다. 건물은 사람 인(人)자 모양의 맞배지붕에 앞면 3칸·옆면 1칸으로 되어 있다.

## 같이 보기
- 최호

## 참고 자료
- 최호장군유지 - 국가유산청 국가유산포털